# Isochromodes granula
Isochromodes granula là một loài bướm đêm trong họ Geometridae.